# 国鉄セム3140形貨車
国鉄セム3140形貨車（こくてつセム3140がたかしゃ）は、かつて日本国有鉄道（国鉄）およびその前身である鉄道省等に在籍した15 t 積の石炭車である。

## 概要
1928年（昭和3年）5月の車両称号規程改正によりフテタ12000形461両がセム3140形（セム3140 - セム3600）に形式名変更された。中途半端な形式番号であるが車両称号規程改正時同時にセム1形（セム1 - セム3129）が新形式として誕生しておりその続番と思われる。
1943年（昭和18年）5月1日に小倉鉄道が戦時体制により国有化され、小倉鉄道に在籍していたセム201形40両（セム201 - セム240→セム3601 - セム3640）、ヲム314形7両（ヲム314 - ヲム320→セム3641 - セム3647）は本形式へ編入された。
1944年（昭和19年）5月1日に西日本鉄道が同じく国有化され、糟屋線（現在の香椎線）にて運用されていたセム1形20両（セム1 - セム20→セム3648 - セム3667）が本形式へ編入された。以上合計528両のセム3140形貨車が運用された。ただし2社が国有化された時点ではすでに多くの車両が廃車になっており528両が同時に運用されることはなく、全車が門司鉄道局へ配属された。 
車体塗色は黒一色であり、寸法関係は全長は6,032 mm - 6,073 mm、全幅は2,565 mm、全高は2,896 mm、自重は6.6 t - 7.5 t、換算両数は積車2.3、空車0.8であった。
1939年（昭和14年）11月にセム3162が、1940年（昭和15年）9月にセム3328がそれぞれミ10形ミ90,ミ115へ改造の上形式名変更された。
戦後の1947年（昭和22年）5月に「貨車特別廃車」の対象形式に指定され、1957年（昭和32年）7月1日に最後まで在籍したセム3160が廃車になり同時に形式消滅となった。

### 車番履歴
| セム3140形          | 旧形式名      | 形式番号                  |
| ------------------- | ------------- | ------------------------- |
| セム3140 - セム3600 | フテタ12000形 | フテタ12000 - フテタ12460 |
| セム3601 - セム3640 | セム201形     | セム201 - セム240         |
| セム3641 - セム3647 | ヲム314形     | ヲム314 - ヲム320         |
| セム3648 - セム3667 | セム1形       | セム1 - セム20            |